# Pseudogonatodes peruvianus
Pseudogonatodes peruvianus — вид геконоподібних ящірок родини Sphaerodactylidae. Ендемік Перу.

## Поширення і екологія
Pseudogonatodes peruvianus мешкають в долині Мараньйону на півночі Перуанських Анд, в регіонах Кахамарка і Амазонас. Вони живуть в гірських тропічних лісах, трапляються в бананових гаях та на кавових плантаціях. Зустрічаються на висоті від 1000 до 1150 м над рівнем моря.